# Pacuh
Pacuh is een bestuurslaag in het regentschap Gresik van de provincie Oost-Java, Indonesië. Pacuh telt 3531 inwoners (volkstelling 2010).